# Cipro ai Giochi della XXIX Olimpiade
Cipro ha partecipato alle Giochi della XXIX Olimpiade di Pechino, svoltisi dall'8 al 24 agosto 2008, con una delegazione di 17 atleti.

## Atletica leggera
| Gara            | Atleta            | Batterie | Batterie | Quarti | Quarti | Semifinali | Semifinali | Finale | Finale |
| Gara            | Atleta            | Tempo    | Pos.     | Tempo  | Pos.   | Tempo      | Pos.       | Tempo  | Pos.   |
| --------------- | ----------------- | -------- | -------- | ------ | ------ | ---------- | ---------- | ------ | ------ |
| 200 m femminili | Eleni Artymata    | 23"58    | 4        | 23"77  | 7      |            |            |        |        |
| 400 m femminili | Alissa Kallinikou |          |          | 52"40  | 5      |            |            |        |        |

| Gara                             | Atleta              | Qualificazioni | Qualificazioni | Finale | Finale |
| Gara                             | Atleta              | Misura         | Pos.           | Misura | Pos.   |
| -------------------------------- | ------------------- | -------------- | -------------- | ------ | ------ |
| Salto in alto maschile           | Kyriakos Iōannou    | 2,25 m         | 18             |        |        |
| Salto con l'asta femminile       | Anna Foitidou       | 4,00 m         | 34             |        |        |
| Lancio del martello femminile    | Paraskevi Theodorou | 61,00 m        | 44             |        |        |
| Lancio del giavellotto femminile | Alexandra Tsisiou   | 53,24 m        | 45             |        |        |

## Nuoto
| Gara               | Atleta               | Batterie | Batterie | Semifinali | Semifinali | Finale | Finale |
| Gara               | Atleta               | Tempo    | Pos.     | Tempo      | Pos.       | Tempo  | Pos.   |
| ------------------ | -------------------- | -------- | -------- | ---------- | ---------- | ------ | ------ |
| 100 m stile libero | Anna Stylianou       | 56"38    | 36       |            |            |        |        |
| 200 m stile libero | Anna Stylianou       | 2'00"55  | 27       |            |            |        |        |
| 100 m farfalla     | Natallia Hadjiloizou | 1'01"80  | 45       |            |            |        |        |

## Sollevamento pesi
| Gara  | Atleta              | Strappo | Strappo | Slancio | Slancio | Totale | Posizione |
| Gara  | Atleta              | Ris.    | Pos.    | Ris.    | Pos.    | Totale | Posizione |
| ----- | ------------------- | ------- | ------- | ------- | ------- | ------ | --------- |
| 69 kg | Dimitrios Minasidis | 128     | 25      | 155     | 20      | 283    | 20        |

## Tiro
| Gara            | Atleta             | Qualificazioni | Qualificazioni | Finale    | Finale       | Finale |
| Gara            | Atleta             | Punteggio      | Pos.           | Punteggio | Punt. totale | Pos.   |
| --------------- | ------------------ | -------------- | -------------- | --------- | ------------ | ------ |
| Skeet maschile  | George Achilleos   | 119            | 5              | 24        | 143          | 5      |
| Skeet maschile  | Antonis Nicolaides | 120            | 4              | 24        | 144          | 4      |
| Skeet femminile | Andri Eleftheriou  | 67             | 7              |           |              |        |

## Tiro con l'arco
| Gara                  | Atleta         | Turno di qualificazione | Turno di qualificazione | Turno 1                          | Turno 2 | Ottavi | Quarti | Semifinali | Finale |
| Gara                  | Atleta         | Punteggio               | Pos.                    | Turno 1                          | Turno 2 | Ottavi | Quarti | Semifinali | Finale |
| --------------------- | -------------- | ----------------------- | ----------------------- | -------------------------------- | ------- | ------ | ------ | ---------- | ------ |
| Individuale femminile | Elena Mousikou | 589                     | 56                      | Nami Hayakawa (Giappone) 103-112 |         |        |        |            |        |

## Vela
| Gara               | Atleta                   | Regata | Regata | Regata | Regata | Regata | Regata | Regata | Regata | Regata | Regata     | Regata | Punteggio | Pos. |
| Gara               | Atleta                   | 1      | 2      | 3      | 4      | 5      | 6      | 7      | 8      | 9      | 10         | M      | Punteggio | Pos. |
| ------------------ | ------------------------ | ------ | ------ | ------ | ------ | ------ | ------ | ------ | ------ | ------ | ---------- | ------ | --------- | ---- |
| Windsurf maschile  | Andreas Cariolou         | 7      | 17     | 14     | 10     | 11     | 17     | 11     | 19     | 14     | 10         |        | 111       | 13   |
| Windsurf femminile | Gavriella Chadjidamianou | 19     | 22     | 23     | 22     | 15     | 23     | 25     | 22     | 20     | 16         |        | 182       | 21   |
| Laser maschile     | Pavlos Kontides          | 8      | 7      | 24     | 14     | 5      | 12     | 14     | 29     | 35     | cancellata |        | 113       | 13   |
| Finn               | Haris Papadopoulos       | 13     | 18     | 21     | 11     | 24     | 11     | 17     | OCS    |        |            |        | 115       | 22   |